# La collina delle fate
La collina delle fate (Voyager) è un romanzo di Diana Gabaldon pubblicato nel 1994. Costituisce la seconda parte de Il cerchio di pietre, il terzo capitolo della serie di Outlander

## Trama
Con l'aiuto di Jared, Claire e Jamie scoprono che la nave che ha rapito Ian si chiama Bruja e che è diretta in Giamaica; partono quindi al suo inseguimento a bordo del vascello Artemis insieme a Fergus, Marsali, (la maggiore delle due figlie di Loaghire e fidanzata di Fergus) il cinese Mr. Willoughby e altri scozzesi, tra i quali Claire sospetta ci sia una spia. Dopo un mese di navigazione, la nave s'imbatte nel veliero da guerra della Marina Inglese Focena, il cui equipaggio è vittima della febbre tifoide. Claire, salita sulla nave per dare una mano, viene rapita e, durante il suo soggiorno forzato, scopre che Jamie è stato riconosciuto come trafficante e che verrà catturato al suo arrivo in Giamaica. Giunta nelle Indie, la donna si getta in mare e, grazie alle correnti, arriva sull'isola di Hispaniola, dove l'Artemis è naufragata a causa di una tempesta; si riunisce, quindi, con Jamie e lo informa che la Bruja è passata di lì una settimana prima. Nel frattempo, Jamie concede la sua benedizione a Fergus e Marsali, e i due si sposano nella stessa isola. Da uno schiavo di nome Ishmael scoprono che quasi certamente Ian si trova a Rose Hall, una piantagione di canna da zucchero di proprietà di Mrs. Abernathy: in attesa di farle visita, la coppia partecipa a un ricevimento durante il quale incontrano John Grey, diventato governatore della Giamaica, e Claire scopre da lui l'esistenza del piccolo Willie, fratellastro di Brianna. Durante il ricevimento, una donna viene uccisa e Mr. Willoughby, scomparso, diventa il sospettato principale. Jamie e Claire hanno solo sei giorni per trovare Ian prima che la Marina Inglese si renda conto che ciò che hanno raccontato durante l'interrogatorio è falso, e vanno a Rose Hall, dove scoprono che Mrs. Abernathy in realtà è Geillis Duncan, sopravvissuta al rogo perché era incinta e poi fatta fuggire da Dougal dopo aver partorito. Anche se la donna nega che Ian si trovi lì, Jamie individua il luogo di prigionia del nipote e, durante la notte, torna alla piantagione con l'intenzione di liberarlo, mentre Claire scopre che Mr. Willoughby è la spia che ha messo in pericolo la vita di Jamie. Il piano per liberare Ian fallisce quando Claire e Jamie apprendono che Geillis è partita per la caverna di Abandawe con Ian: l'intento della donna è di sacrificare il ragazzo per viaggiare di nuovo nel tempo e raggiungere Brianna nel 1968, gesto dettato da una profezia secondo la quale il prossimo re di Scozia arriverà dalla stirpe dei Fraser. Jamie e Claire riescono a uccidere Geillis e salvare Ian, ma, durante il viaggio di ritorno, vengono inseguiti dalla Marina Inglese e, durante una tempesta, Claire viene sbalzata fuori bordo: Jamie la segue e, una volta placatosi il ciclone, la coppia scopre di essere arrivata in America, nella colonia della Georgia.

## Edizioni
- La collina delle fate, Corbaccio, 2005,  p. 442, ISBN 978-8879727433.
- La collina delle fate, TEA, 2008, ISBN 978-8850216109.